# Stikstoftrichloride
Stikstoftrichloride is een anorganische verbinding van stikstof en chloor, met als brutoformule NCl3. De stof komt voor als een gele olieachtige vloeistof met een prikkelende geur, die ontleedt bij contact met water. Stikstoftrichloride is een explosieve verbinding.

## Ontdekking
Pierre Louis Dulong ontdekte stikstoftrichloride in 1811 toen hij experimenteerde met chloorgas en ammoniumchloride. Bij een explosie van de stof verloor hij een oog en drie vingers.

## Voorkomen
Stikstoftrichloride wordt vastgesteld in zwembaden, waar het ontstaat door reactie van dichloor met ureum, afkomstig van de menselijke stofwisseling (urine).

## Synthese
Stikstoftrichloride kan bereid worden uit ammoniumzouten en chloorgas of waterstofhypochloriet. Bereiding is ook mogelijk uit watervrij ammoniak en een overmaat chloorgas:
{\displaystyle {\ce {NH3 + 3Cl2 -> NCl3 + 3HCl}}}
Als er een overmaat ammoniak gebruikt wordt in plaats van chloor, dan ontstaat er ammoniumchloride:
{\displaystyle {\ce {8NH3 + 3Cl2 -> N2 + 6NH4Cl}}}

## Reactiviteit
Stikstoftrichloride ontleedt bij de geringste beroering explosief in stikstofgas en chloorgas:
{\displaystyle {\ce {2NCl3 -> N2 + 3Cl2}}}
Ook verhitting tot boven 60 °C leidt tot explosieve ontleding.
In water ontleedt de stof langzaam tot stikstofgas, hypochlorigzuur en zoutzuur.

## Toepassingen
Vroeger werd stikstoftrichloride toegepast bij het bleken van meel. Dat meel bleek echter neurotoxische effecten te veroorzaken bij dieren ten gevolge van de vorming van het giftige methioninesulfoximine.